# 北极光工作室
北极光工作室，是腾讯游戏旗下工作室。该工作室曾开发《天涯明月刀OL》、《轩辕传奇》、《QQ天堂岛》（已于2013年12月6日停运）、《光与夜之恋》。2014年，腾讯互娱自研游戏组织体系进行调整，撤销北极光工作室，相关职责和人员并入北极光工作室群下各个工作室。